# Live While We're Young
"Live While We're Young" är den femte singeln från det brittiska-irländska pojkbandet One Direction. Den släpptes den 20 september 2012 som den första singeln från deras kommande andra studioalbum Take Me Home. Låten är skriven av Rami Yacoub, Carl Falk och Savan Kotecha. Den officiella musikvideon hade 4 miljoner visningar inom de första 24 timmarna på Youtube.